# Кимёгарлар
Кимёгарлар (узб. Kimyogarlar) — посёлок городского типа в Самаркандской области Узбекистана. Административно подчинён городу Самарканду. Несет статус городского посёлка с 1952 года. До 1990-х годов носил название Суперфосфатный. Промышленная железнодорожная ветка широкой колеи связывает посёлок со станцией Мароканд (бывшая Суперфосфатная) — узлом линий на Джизак, Карши и Навои. В городке расположены: химический завод, заводы по производстве керамзита и асфальта, контора легкого производства, совместное узбекско-российское предприятие «Самарканд-Алекс» по ферментации табака и производству овощей, а также предприятие по производстве конструкций из бетона, предприятие по обеспечению газа, мастерские и автосервисы. В посёлке есть один базар, торговые павильоны, две средней школы, школа-интернат, детская музыкальная школа, школа ремесла, республиканский военный лицей, библиотека, культурный центр, стадион «Кимёгар» и спортзал, а также одна поликлиника и психиатрическая больница.

## Население
| 1959 | 1970 | 1979   | 1989   |
| ---- | ---- | ------ | ------ |
| 4458 | 6270 | 14 532 | 14 937 |